# Tileagd, Bihor
Tileagd este satul de reședință al comunei cu același nume din județul Bihor, Crișana, România.

## Lăcașuri de cult

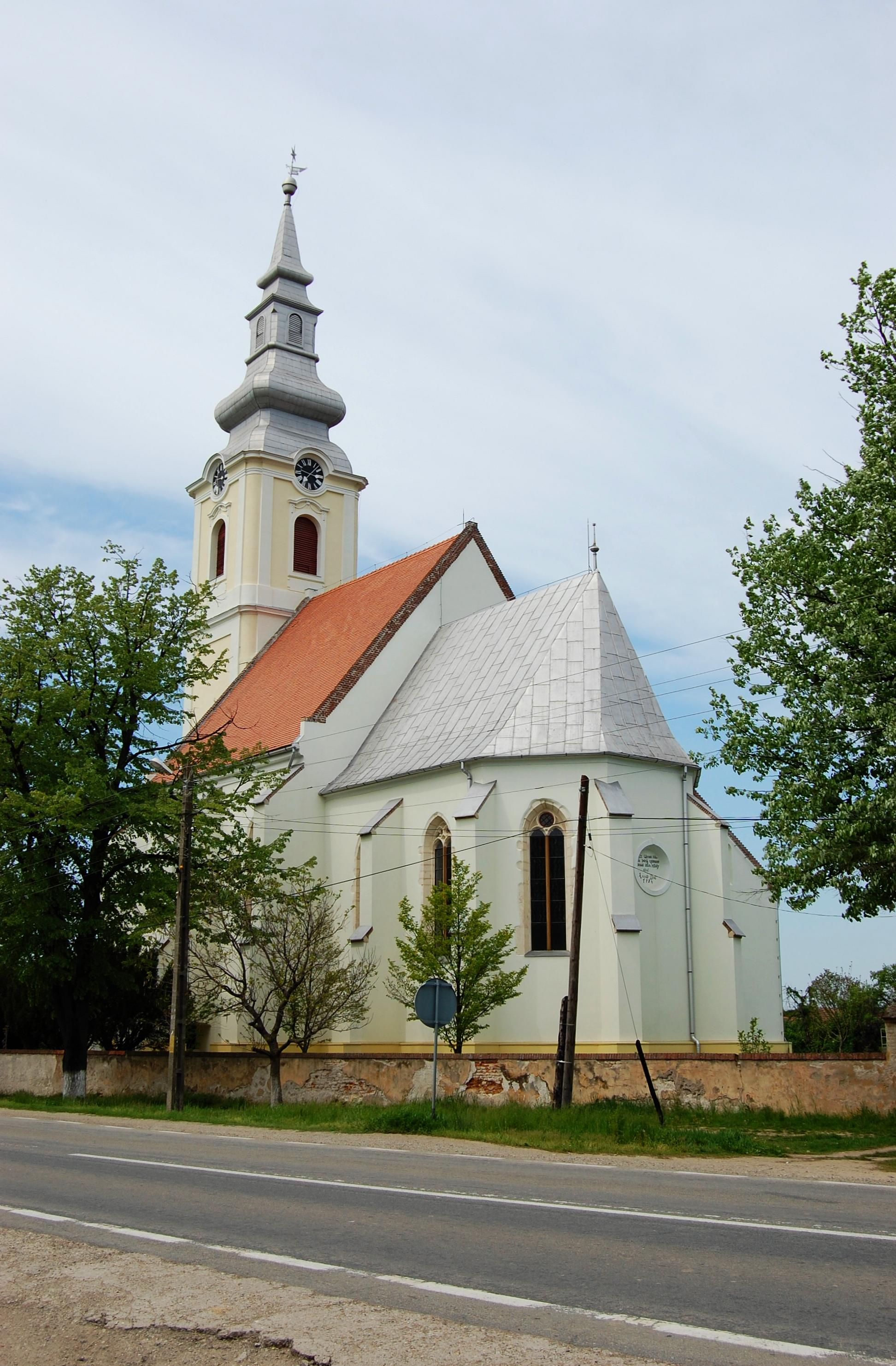
Biserica reformată

- Datând din secolul al XIV-lea, actuala Biserică Reformată-Calvină își datorează înfățișarea transformărilor din 1507 și din secolul al XVIII-lea. De plan dreptunghiular, cu absidă poligonală decroșată [2], are un turn baroc adăugat pe latura vestică în 1793. Păstrează fragmente de pictură interioară și exterioară din secolele XIV-XV și valoroase pietre de mormânt din secolul al XV-lea.
- Biserica Romano-Catolică din sat a fost realizată în perioada 1757–1759, turnul fiind construit în 1792. Întreaga biserică a fost renovată în anul 1992.
- Biserica Ortodoxă Nașterea Măicii Domnului, construită în stil bizantin, este una relativ nouă, lucrările demarând în 2007 și fiind încă nefinalizate. Biserica a fost sfințită la data de 01 noiembrie 2015[3].

## Clădiri istorice
- Castelul Telegdy.